# Sud-Bandama
Sud-Bandama ist eine ehemalige Verwaltungsregion der Elfenbeinküste, ihre Hauptstadt ist Divo.

## Bevölkerung
Einer Schätzung von 2007 zufolge hat Sud-Bandama ca. 942.873 Einwohner und somit bei einer Fläche von 10.650 km² eine Bevölkerungsdichte von 89 Einwohnern pro km². Bei der letzten Volkszählung im Jahr 1988 wurden 505.478 Einwohner gezählt.

## Geographie
Sud-Bandama liegt im Süden der Elfenbeinküste und grenzt im Norden an Fromager, im Osten an Lagunes und im Westen an Bas-Sassandra. Im Süden liegt der Atlantische Ozean. Die Region ist in die Départements Divo und Lakota eingeteilt.